# Richard Carapaz
Richard Antonio Carapaz Montenegro (n. 29 mai 1993, El Carmelo⁠(d), Carchi Province⁠(d), Ecuador) este un ciclist profesionist ecuadorian de curse pe șosea, care în prezent concurează pentru Ineos Grenadiers, echipă licențiată UCI WorldTeam. Carapaz a câștigat Turul Italiei 2019, devenind primul ciclist ecuadorian care a câștigat această cursă. În iulie 2021, a câștigat medalia de aur în cursa pe șosea la Jocurile Olimpice de vară din 2020, devenind primul ciclist ecuadorian care a câștigat o medalie și doar al doilea ecuadorian care a câștigat o medalie de aur la Jocurile Olimpice. Astfel, a devenit primul ciclist care a obținut o medalie olimpică de aur în cursa pe șosea și o clasare pe podium în fiecare dintre cele trei Mari Tururi.

## Rezultate în Marile Tururi

### Turul Italiei
3 participări
- 2018: locul 4, câștigător al etapei 1
- 2019: locul 1, câștigător al etapelor a 4-a și a 14-a
- 2022: locul 2

### Turul Franței
4 participări
- 2020: locul 13
- 2021: locul 3
- 2023: nu a terminat competiția
- 2024: câștigător al etapei a 17-a

### Turul Spaniei
5 participări
- 2017: locul 36
- 2018: locul 18
- 2020: locul 2, câștigător al etapei a 17-a
- 2021: nu a terminat competiția
- 2022: locul 14, câștigător al etapelor a 12-a, a 14-a și a 20-a